# Lacour-d’Arcenay
Lacour-d’Arcenay ist eine französische Gemeinde mit 108 Einwohnern (Stand 1. Januar 2022) im Département Côte-d’Or in der Region Bourgogne-Franche-Comté.  Sie gehört zum Kanton Semur-en-Auxois und zum Arrondissement Montbard.

## Lage
Das Gemeindegebiet wird vom Fluss Argentalet durchquert.
Nachbargemeinden sind Dompierre-en-Morvan im Norden, Aisy-sous-Thil im Nordosten, Juillenay im Osten, Montlay-en-Auxois im Süden, Molphey im Südwesten und La Roche-en-Brenil im Westen.

## Siehe auch

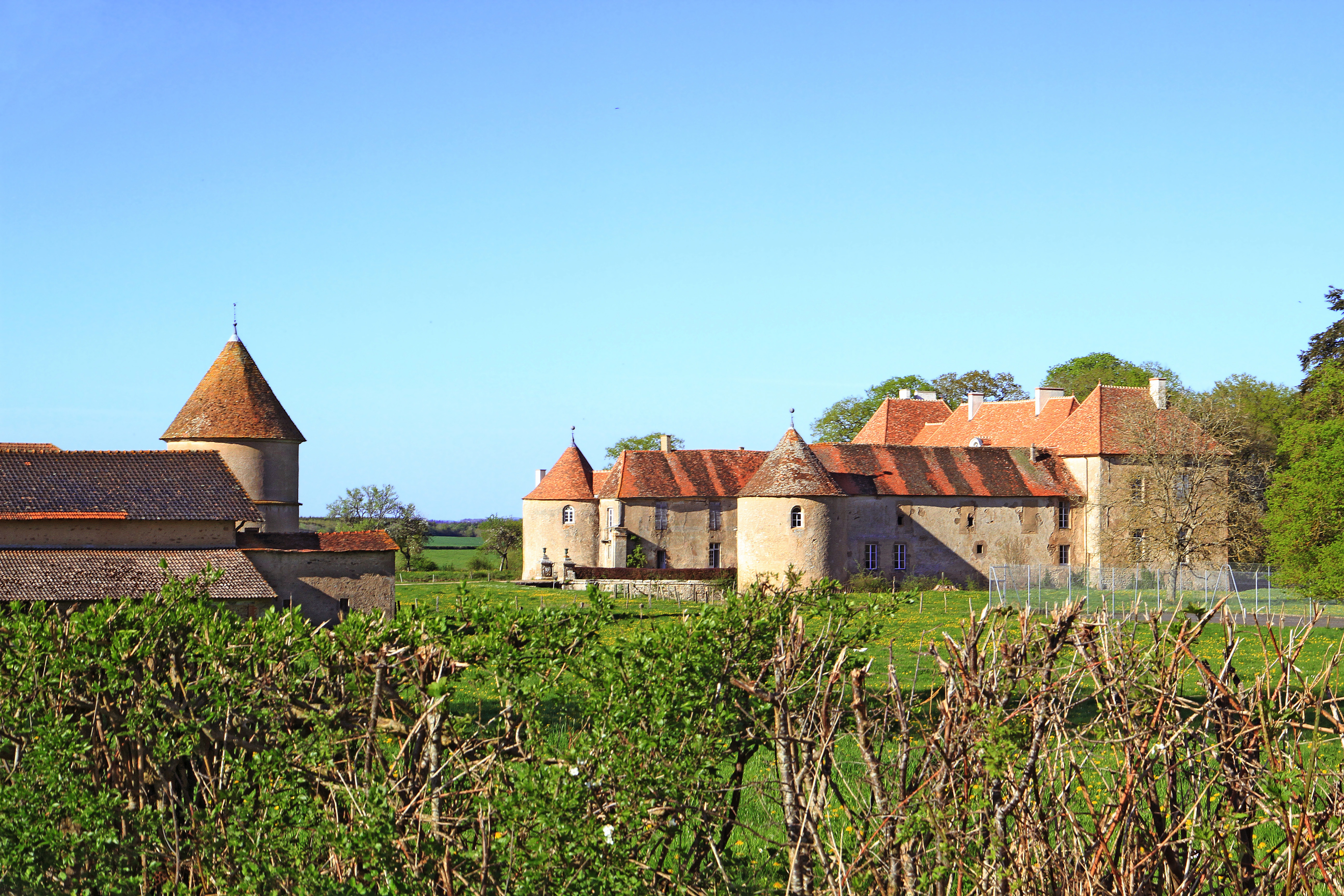
Schloss Lacour

## Bevölkerungsentwicklung
| Jahr                       | 1962 | 1968 | 1975 | 1982 | 1990 | 1999 | 2008 | 2015 |
| -------------------------- | ---- | ---- | ---- | ---- | ---- | ---- | ---- | ---- |
| Einwohner                  | 156  | 133  | 121  | 81   | 87   | 107  | 130  | 132  |
| Quellen: Cassini und INSEE |      |      |      |      |      |      |      |      |